# Ли Хаогу
Ли Хаогу (кит. 李好古 Li Haogu, также кит. 李好搶 Li Haoqiang) (? —1300) — китайский драматург и поэт эпохи династии Юань.
Происходил из уезда Сипин (в современной провинции Хэнань). Служил ревизором в одном из уездов провинции Чжэцзян. На досуге занимался литературным творчеством.
Известно, что Ли Хаогу был автором трёх пьес-цзацзюй, из которых до нашего времени дошла только одна — «Студент Чжан Юй морскую варит воду у острова Шамэнь» — интересный пример разработки мифологической темы в жанре цзацзюй.

## Русское издание
- Ли Хао-гу. Студент Чжан Юй морскую варит воду у острова Шамэнь // Китайская классическая драма. СПб: Северо-Запад Пресс, 2003. — (Золотая серия китайской литературы).